# 悠星
上海悠星網路科技有限公司（簡稱上海悠星、Yostar）是一家成立於2014年08月14日，總部位於上海的電子遊戲公司。主要代理作品為《碧藍航線》和《明日方舟》。2017年1月16日於日本設立子公司株式會社Yostar。

## 历史
前身为2007年成立的Studio GM（后Studio GM轉變為悠星公司旗下工作室）
2015年11月25日設立子公司上海星啸网络科技有限公司，现负责《蔚蓝档案》中國版的运营。
2017年1月16日於日本設立子公司株式會社Yostar，负责其代理游戏的日語版发行。
2017年12月29日於香港設立子公司悠星(香港)有限公司，负责其代理游戏的全球版发行。

## 發行遊戲
| 作品           | 年份                  | 開發商                      | 備註                                      |
| -------------- | --------------------- | --------------------------- | ----------------------------------------- |
| 諾諾來自異世界 | 2017年－2018          | Studio GM（悠星前身）       | 日語版：上海悠星直營 中國版：2144遊戲代理 |
| 碧藍航線       | 2017年9月－           | 上海蠻啾、廈門勇仕          | 日語版、全球版代理                        |
| 雀魂麻將       | 2019年4月－           | 貓糧工作室                  | 日語版、全球版代理                        |
| 第七史詩       | 2019年11月－2022年5月 | SUPER CREATIVE（Smilegate） | 日語版代理 后营运业务交还Smilegate        |
| 明日方舟       | 2020年1月－           | 鷹角網絡                    | 日語版、全球版代理                        |
| 蔚藍檔案       | 2021年2月－           | NAT Games（樂線韓國）       | 日語版、中國版代理                        |
|                | 2021年10月－2023年9月 | Kong Studio                 | 日語版代理 後營運業務交還Kong Studio      |
| 深空之眼       | 2023年4月 -           | 勇仕網絡                    | 日語版代理                                |

## 外部連結
- 官方网站 （简体中文）
- 株式會社Yostar （页面存档备份，存于） （日語）
- Yostar Official Store （页面存档备份，存于） （英文）